# Pave Paul 4.
Pave Paul 4. (28. juni 1476 – 18. august 1559) var pave fra d. 23. maj 1555, hvor han blev valgt, frem til sin død.
Han var henved de firs, da han blev pave, men nåede dog at føre et rædselsregime, der gav ham tilnavnet il terribile (= den frygtelige). Som en af de mest forhadte paver i nyere tid, reorganiserede han inkvisitionen, og skal have udtalt: "Hvis jeg opdagede, at min egen far var kætter, ville jeg med glæde slæbe tømmer til det bål, som jeg ville lade ham brænde på." Han indførte ligeledes Index librorum prohibitorum, en fortegnelse over bøger, den katolske kirke ikke vil godtage.
Ved sin død var Paul så forhadt, at mængden gik til angreb på hans statue på Kapitol. Den blev halshugget, og hovedet smidt i Tiberen. Han blev derfor begravet i største hemmelighed i Peterskirkens krypt. Først i 1566, da det hele var kommet lidt på afstand, blev han gravlagt i familiekapellet i kirken S. Maria sopra Minerva. 